# XXY (film)
XXY (noto anche come XXY. Uomini, donne o tutti e due?) è un film del 2007 scritto e diretto da Lucía Puenzo, all'esordio nella regia, ispirato al racconto Cinismo di Sergio Bizzio.
Presentato al Festival di Taormina 2007 e vincitore della Settimana internazionale della critica a Cannes, è il primo film che parla del vissuto di un adolescente intersessuale, descrivendo quel momento delicato e difficile che sono le prime esperienze sentimentali e sessuali, tra la confusione che tutto ciò può creare e la pressione a dover operare una scelta sul proprio corpo “diverso”.

## Trama
I genitori di Alex, una ragazza in piena adolescenza, attraversano un momento delicato: credono sia il momento di prendere delle decisioni in merito all'anatomia sessuale della figlia, infatti la ragazza è intersessuale e sottoposta a cura ormonale per evitare la virilizzazione del suo corpo. I genitori non hanno voluto “normalizzare” il corpo della ragazza in attesa della sua piena consapevolezza. Per questo motivo la sua famiglia si è trasferita dalla popolosa Buenos Aires alle più tranquille coste uruguayane.
La narrazione prende il via con la visita di una coppia di amici, accompagnati dal figlio sedicenne Alvaro. I due coniugi hanno accettato l'invito della madre di Alex soprattutto per l'interesse  scientifico del padre di Alvaro, chirurgo plastico, per la situazione della ragazza.
L'arrivo degli ospiti coincide con un momento turbolento della vita di Alex: taciturna e scontrosa ha da poco litigato con il suo migliore amico.
Tra Alvaro ed Alex nasce una forte attrazione, entrambi vivono i turbamenti relativi al corpo, tipici dell'adolescenza, la ricerca e la scoperta di una identità sessuata, che riguarda sia l'identità di genere che l'orientamento sessuale. Una ricerca che porta anche al confronto con le rispettive famiglie e la realtà sociale, fatta anche di gesti violenti e discriminatori nel momento in cui ciò che era tenuto segreto comincia ad essere noto.
Anche i genitori di Alex si trovano a doversi confrontare con le scelte della figlia e con le conseguenze che esse comporteranno, a partire dalla reazione all'aggressione sessuale subita dalla ragazza ad opera di un gruppo di coetanei.

## Commento
XXY è una pellicola che dice tante cose attraverso una regia asciutta, fatta di poche parole e tanti silenzi, riprese eloquenti che toccano -senza invadenza- i delicati temi trattati. 
L'intersessualità di Alex descrive il rapporto con le diversità, che non sono solo quelle del/la protagonista, ma possono riguardare tutti in quanto, come sottolinea la Puenzo: 

## Contestazioni
Al di là del mondo cinefilo, però, il film ha creato non pochi imbarazzi in ambito scientifico. L'intersessualità di Alex, il protagonista, è causata da iperplasia surrenale congenita mentre il profilo cromosomico "XXY" descrive una condizione diversa, la Sindrome di Klinefelter. Per questo motivo il "Comitato Scientifico UNITASK" (Unione Italiana Sindrome di Klinefelter) ne contesta il titolo. 

## Premi
- Festival di Cannes 2007: Gran Premio della Giuria della Semaine de la Critique, Prix de Jeunesse, Grand Rail d'Or, ACID/CCAS (Association of Independent Cinema for its Distribution and Main Fund of Social Activities)
- Premi Goya 2008: miglior film straniero in lingua spagnola